# 119-й стрелковый корпус
119-й стрелковый корпус — оперативно-тактическое объединение Рабоче-крестьянской Красной армии. Позднее 33-й армейский корпус Сухопутных войск СССР.

## История
Создан 16 декабря 1943 года. Завершил участие в Великой Отечественной войне в рядах 1-й ударной армии. После ВОВ 119-й стрелковый корпус передислоцирован в Таджикскую ССР вместе с управлением 1-й ударной армии.
В 1968 году управление корпуса перевели в Сибирский военный округ. 
На 1 января 1991 года 33-й армейский корпус насчитывал 11 200 чел. (вместе с 242-й мотострелковой дивизией, временной входившей в состав корпуса). В том же году управление 33-го армейского корпуса было расформировано.

## Состав

### 1945 год
- управление
- 201-я стрелковая дивизия
- 360-я стрелковая дивизия
- 374-я стрелковая дивизия[1]

### 1991 год
- управление корпуса и 102-я отдельная рота охраны и обеспечения (Кемерово)
- 13-я мотострелковая дивизия (Бийск)
- 62-я мотострелковая дивизия (Итатка)
- 162-я мотострелковая дивизия кадра (Бийск)
- 229-я артиллерийская бригада большой мощности (Юрга)
- 256-я артиллерийская бригада (Юрга)
- 102-я зенитная ракетная бригада (Кемерово)
- 40-я ракетная бригада (Абакан)
- 91-я бригада материального обеспечения (Коченёво)
- 956-й противотанковый артиллерийский полк (Юрга)
- 1026-й разведывательный артиллерийский полк (Юрга)
- 541-й отдельный батальон связи (Кемерово)
- 188-й отдельный понтонно-мостовой батальон (Абакан)
- 206-й отдельный ремонтно-восстановительный батальон (Абакан)
- 1942-й отдельный батальон радиоэлектронной борьбы (Коченёво)
- 254-й отдельный батальон химической защиты (Мошково)
- отдельный радиотехнический батальон ПВО (Бийск)
- 4179-я ремонтно-восстановительная база (Бийск)[1]